# Aeroportul Los Colonizadores
Aeroportul Los Colonizadores (IATA: RVE, ICAO: SKSA) este un aeroport din Saravena⁠(d), Departamentul Arauca, Columbia ce deservește zona Saravena⁠(d). Aeroportul a fost tranzitat în 2022 de 38.901 pasageri.
Situat la o altitudine de 206 m, aeroportul dispune de o singură pistă.